# 陳亮 (閩中十才子)
陈亮（?—?），字景明，福建长乐人，元末明初诗人。闽中十才子之一。

## 生平
元朝儒生。入明后隐居，家居建沧储玉楼专读易经，自号扶摇子。郡县累次征召都不仕，作《读陈搏传》以明志。与福州才俊结“九老会”，以唱和为乐，并勤于研究诗歌，著有《储玉斋集》、《沧州集》。